# カタール時間
カタールでは現在、標準時にアラビア標準時（AST、UTC+3）が採用されている。夏時間は実施されていない。
|  | UTC+2       | 東ヨーロッパ時間                                                          |
|  | UTC+2 UTC+3 | 東ヨーロッパ時間 / イスラエル標準時 東ヨーロッパ夏時間 / イスラエル夏時間 |
|  | UTC+3       | アラビア標準時 極東ヨーロッパ時間                                         |
|  | UTC+3:30    | イラン標準時                                                              |
|  | UTC+4       | 湾岸標準時                                                                |

## IANA time zone database
IANA time zone databaseのzone.tabには、カタールの標準時が1つ含まれている。
| 国コード | 座標        | TZ         | 注釈 | 協定世界時との差 | 夏時間 | 備考 |
| -------- | ----------- | ---------- | ---- | ---------------- | ------ | ---- |
| QA       | +2517+05132 | Asia/Qatar |      | +03:00           | +03:00 |      |